# Liste der Biografien/Lel
Liste der Biografien |
Portal Biografien |
Personensuche
# |
A |
B |
C |
D |
E |
F |
G |
H |
I |
J |
K |
L |
M |
N |
O |
P |
Q |
R |
S |
T |
U |
V |
W |
X |
Y |
Z |
?
 
La |
Lb |
Lc |
Le |
Lg |
Lh |
Li |
Lj |
Ll |
Lm |
Lo |
Lp |
Lt |
Lu |
Lv |
Lw |
Lx |
Ly |
Lz
 
Lea |
Leb |
Lec |
Led |
Lee |
Lef |
Leg |
Leh |
Lei |
Lej |
Lek |
Lel |
Lem |
Len |
Leo |
Lep |
Leq |
Ler |
Les |
Let |
Leu |
Lev |
Lew |
Lex |
Ley |
Lez
Die Liste der Biografien führt alle Personen auf, die in der deutschsprachigen Wikipedia einen Artikel haben. Dieses ist eine Teilliste mit 113 Einträgen von Personen, deren Namen mit den Buchstaben „Lel“ beginnt.

## Lel
- Lel, Katja (* 1974), russische Pop-Sängerin
- Lel, Martin Kiptoo (* 1978), kenianischer Langstreckenläufer

### Lela
- Lela, Petar (* 1994), kroatischer Fußballspieler
- Lelan, António da Costa, osttimoresischer Politiker
- Lelan, Francisco, osttimoresischer Politiker
- Leland, US-amerikanischer Elektropop-Sänger und Songwriter
- Leland, Aaron (1761–1832), US-amerikanischer Politiker
- Leland, Brad (* 1954), US-amerikanischer SchauspielerBrad Leland (* 1954)

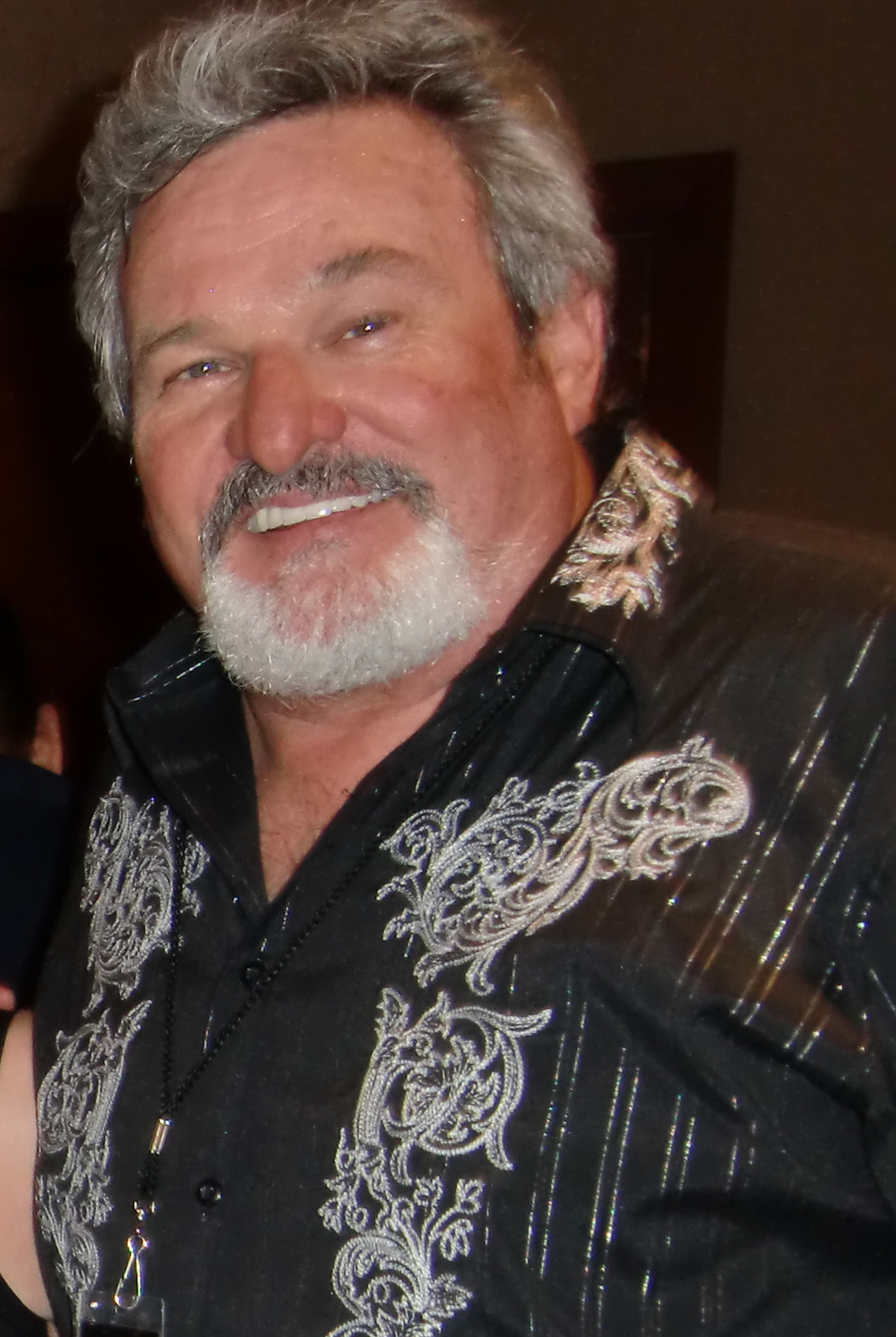
Brad Leland (* 1954)

- Leland, Charles Godfrey (1824–1903), US-amerikanischer Abenteurer, Journalist und Mythenforscher
- Leland, David (1921–1987), US-amerikanischer Schauspieler
- Leland, David (1932–1948), Schauspieler
- Leland, David (1941–2023), britischer Regisseur, Schauspieler und Drehbuchautor
- Leland, Henry (1843–1932), US-amerikanischer Automobilunternehmer
- Leland, John († 1552), britischer Geistlicher und Bibliothekar
- Leland, John (1754–1841), US-amerikanischer Baptistenpastor
- Leland, Kristen (* 1992), US-amerikanische Stabhochspringerin
- Leland, Mickey (1944–1989), US-amerikanischer Politiker
- Lelangue, Robert (* 1940), belgischer Radrennfahrer
- Lelarge, Noan (* 1975), französischer Radrennfahrer
- Lelas, Žana (1970–2021), jugoslawische Basketballspielerin
- Lelaw, Caspar, Bürgermeister von Görlitz

### Lelb
- Lelbach, Abris (* 1960), deutscher Tischtennisspieler

### Lelc
- Lelchuk, Alan (* 1938), US-amerikanischer Schriftsteller und Hochschullehrer

### Lele
- Lele (* 1996), italienischer Popsänger
- Lele, Ákos (* 1988), ungarischer Handballspieler
- Lele, Boniface (1947–2014), kenianischer Geistlicher, römisch-katholischer Erzbischof von Mombasa
- Lelei, David (1971–2010), kenianischer Mittelstreckenläufer
- Lelei, John Kiplimo (* 1958), kenianischer römisch-katholischer Geistlicher, Bischof von Kapsabet
- Lelei, Sammy (* 1964), kenianischer Marathonläufer
- Leleito, Stanley (* 1984), kenianischer Marathonläufer
- Leleivytė, Rasa (* 1988), litauische Radrennfahrerin
- Lelek, Cyprián (1812–1883), tschechischer Autor und Abgeordneter der Frankfurter Nationalversammlung
- Leléka, Viktoria (* 1990), ukrainische Jazzsängerin
- Lelėnas, Darius (* 1982), litauischer Eishockeyspieler
- Lelenga, Tapaita, tongaische Fußballschiedsrichterin
- Leleu, Guy (* 1950), französischer Radrennfahrer
- Leleu, Jeanne (1898–1979), französische Komponistin
- Leleu, Romain (* 1983), französischer Trompeter
- LeLeux Romero, Morgann (* 1992), US-amerikanische Stabhochspringerin
- Leleux, François (* 1971), französischer Oboist und Dirigent
- Lelewel, Carolin (* 1991), deutsche Synchronsprecherin, Hörspielsprecherin und Werbesprecherin
- Lelewel, Jan Paweł (1796–1847), polnischer Ingenieuroffizier, Freiheitskämpfer und Architekt
- Lelewel, Joachim (1786–1861), polnischer Historiker, Slawist, Numismat, Heraldiker und PolitikerJoachim Lelewel (1786–1861)

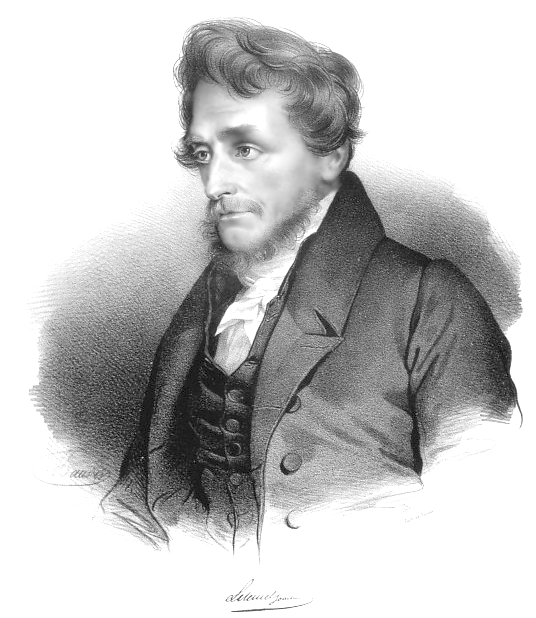
Joachim Lelewel (1786–1861)

- Lelewer, Georg (1872–1960), britischer Rechtswissenschaftler und Exilpolitiker österreichischer Herkunft

### Lelg
- Lelgemann, Dieter (1939–2017), deutscher Geodät
- Lelgemann, Monika (* 1959), deutsche Klinische Epidemiologin, Gesundheitswissenschaftlerin und Anästhesistin

### Leli
- Leliaert, André (1923–2013), belgischer Radrennfahrer
- Lelić, Franjo (* 1980), kroatischer Handballspieler
- Lelie, Adriaan de (1755–1820), niederländischer Maler und Zeichner
- Lelie, Annemie, belgische Diplomatin
- Lelienbergh, Cornelis, niederländischer Maler
- Lelieveld, Johannes (* 1955), niederländischer Chemiker
- Lelièvre, Gérard (* 1949), französischer Geher
- Lelièvre, Jérémy (* 1991), französischer Leichtathlet
- Lelièvre, Victor (1876–1956), Oblate der makellosen Jungfrau Maria und Missionar
- Lelio, Sebastián (* 1974), chilenischer Filmregisseur und DrehbuchautorSebastián Lelio (* 1974)

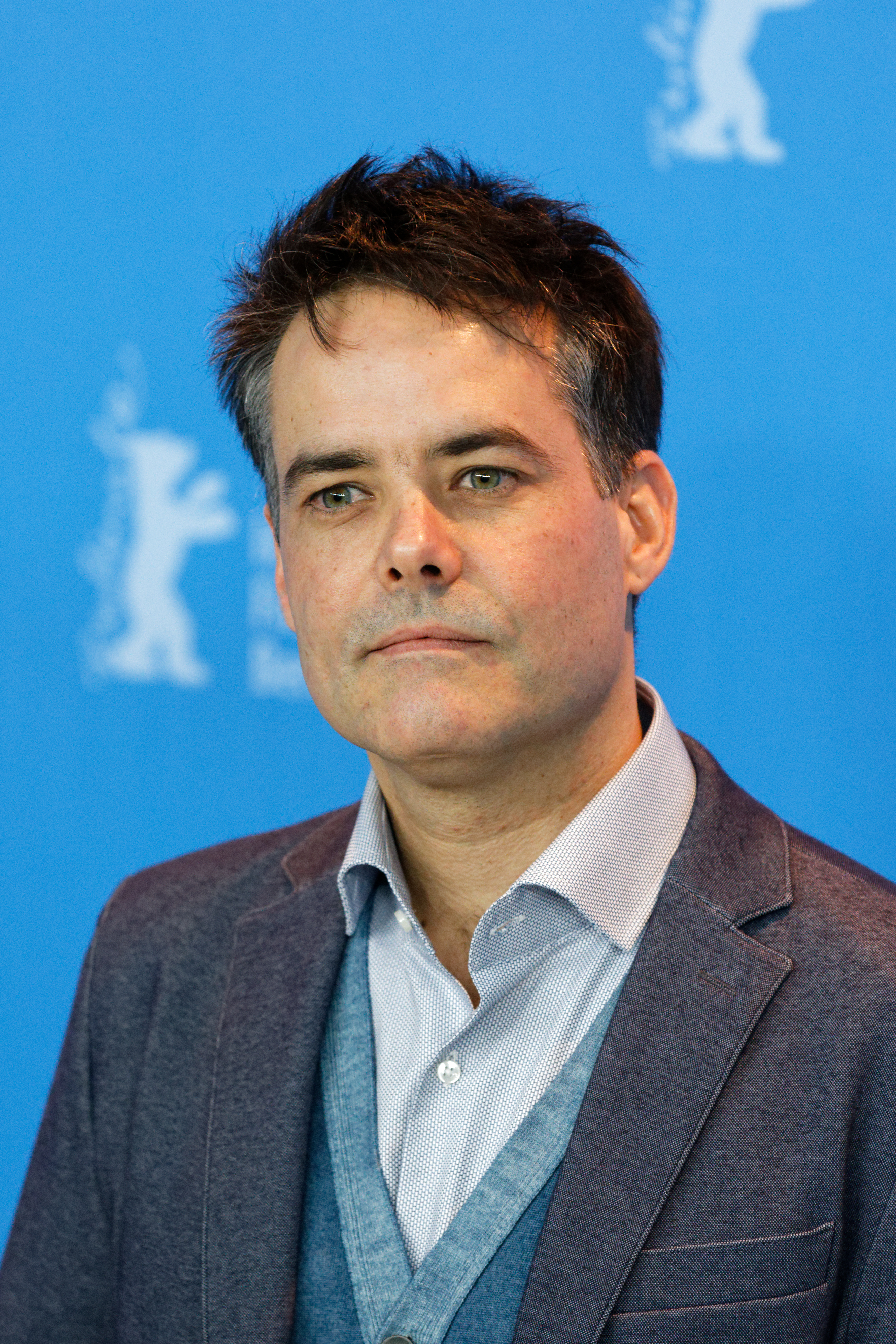
Sebastián Lelio (* 1974)

- Lelis, Jonas (1914–2011), litauischer Dermatologe und Hochschullehrer
- Lelito, Tim (* 1989), US-amerikanischer American-Football-Spieler
- Leliwa, Friedrich von (1585–1652), waldeckischer Hauptmann und Drost
- Leliwa, Friedrich von († 1836), deutscher Oberjägermeister und Landstand
- Leliwa, Friedrich von (1791–1870), deutscher Offizier und Landstand
- Leliwa, Johann Wilhelm von († 1724), deutscher Oberst, Bauherr und Gartenarchitekt
- Leliwa-Kopystyńska, Aleksandra (1937–2023), polnische Physikerin
- Leliwa-Roycewicz, Henryk (1898–1990), polnischer Offizier und Vielseitigkeitsreiter

### Lelj
- Leljuschenko, Dmitri Danilowitsch (1901–1987), sowjetischer Armeegeneral

### Lell
- Lell, Alari (* 1976), estnischer Fußballspieler
- Lell, Christian (* 1984), deutscher FußballspielerChristian Lell (* 1984)

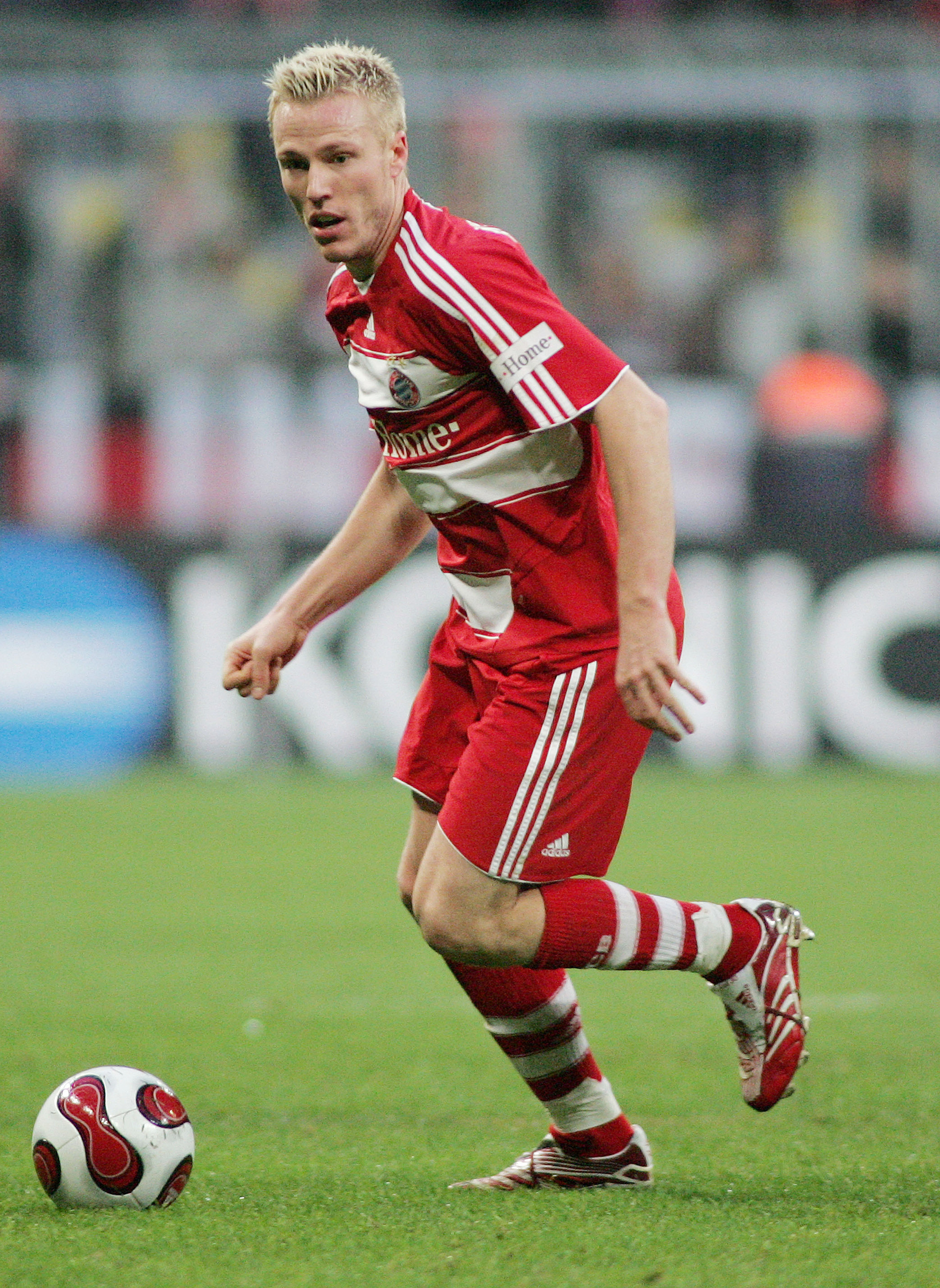
Christian Lell (* 1984)

- Lell, Joachim (1916–1993), deutscher evangelisch-lutherischer Theologe
- Lella, Pino (* 1926), italienischer Widerstandskämpfer im Zweiten Weltkrieg
- Lella, Romina Di (* 1982), deutsch-italienische Schauspielerin, Filmproduzentin und Sängerin
- Lellbach, Julius (1873–1935), deutscher Reichsgerichtsrat
- Lelle, David (* 2003), deutscher Fußballspieler
- Lelle, Erhard (* 1946), deutscher Politiker (CDU), MdL
- Lelle, Frank (* 1965), deutscher Fußballspieler
- Lelle, Tobias (* 1955), deutscher Schauspieler und Synchronsprecher
- Lellek, Dirk (1964–2016), deutscher Fußballspieler und -trainer
- Lellek, Jens (* 1968), deutscher Fußballspieler und -trainer
- Lellek, Josef M. (1893–1965), deutscher Architekt
- Lellek, Walter E. (1924–1998), deutscher Politiker (CDU), MdL
- Lellep, Otto (1884–1975), Erfinder und Metallurgieingenieur
- Lelley, Jan Ivan (* 1938), ungarisch-deutscher Mykologe
- Lelli, Massimiliano (* 1967), italienischer Radrennfahrer
- Lellinger, Kurt (1938–2017), deutscher Schachpädagoge
- Lelliott, Jer Adrianne (* 1982), US-amerikanische Filmschauspielerin und Theaterleiterin
- Lello, Johannes (1895–1976), estnischer Fußballspieler
- Lello, José (1944–2016), portugiesischer Politiker der Partido Socialista (PS)
- Lellouche, Gilles (* 1972), französischer Schauspieler, Filmregisseur und DrehbuchautorGilles Lellouche (* 1972)

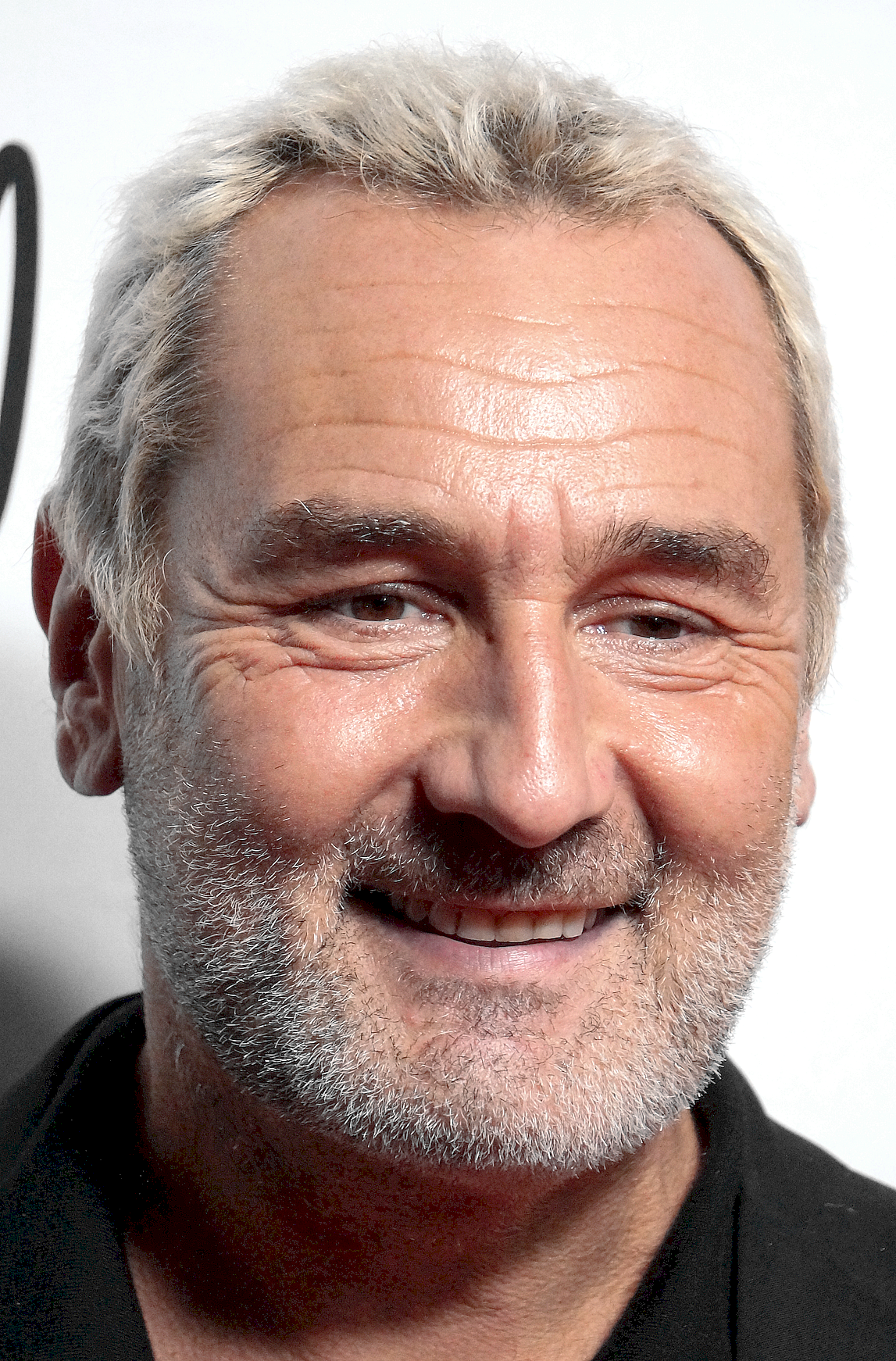
Gilles Lellouche (* 1972)

- Lellouche, Ofer (* 1947), israelischer Maler, Grafiker, Bildhauer und Videokünstler
- Lellouche, Pierre (* 1951), französischer Politiker

### Lelo
- Leloir, Jean-Pierre (1931–2010), französischer Musik- und Theaterfotograf
- Leloir, Luis Federico (1906–1987), argentinischer Biochemiker und Nobelpreisträger für Chemie
- Lelong, Charles (1891–1970), französischer Sprinter
- Lelong, Jean-Marc (1949–2004), französischer Comic-Zeichner
- Lelong, Lucien (1889–1958), französischer Couturier
- Lelong, Michel (1925–2020), französischer Ordensgeistlicher, Person des christlich-islamischen Dialogs und Autor
- Lelong, Pierre (1891–1947), französischer General
- Lelong, Pierre (1912–2011), französischer Mathematiker
- Lelong, Pierre (1919–1996), französischer Autorennfahrer
- Lelong, Pierre (* 1931), französischer Politiker, Mitglied der Nationalversammlung
- Lelord, François (* 1953), französischer Psychiater und Schriftsteller
- Lelouch, Claude (* 1937), französischer Filmregisseur, Kameramann, Drehbuchautor, Produzent und SchauspielerClaude Lelouch (* 1937)

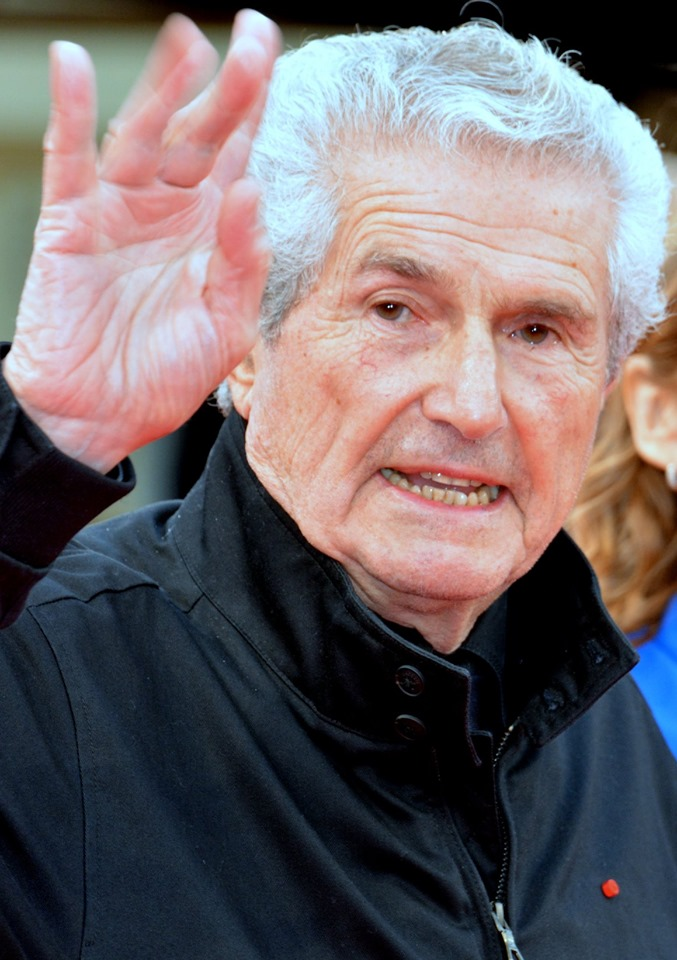
Claude Lelouch (* 1937)

- Leloup, Denis (* 1962), französischer Jazz-Posaunist
- Leloup, Jean (* 1961), frankokanadischer Musiker
- Leloup, Jean-Yves (* 1968), französischer Klangkünstler, DJ und Journalist
- Leloup, Roger (* 1933), belgischer Comiczeichner
- Lelov, Marko (* 1973), estnischer Fußballspieler

### Lelu
- Leluschko, Laura (* 1995), deutsche Fußballspielerin
- Leluschko, Meike (* 1981), deutsch-koreanische Sopranistin

### Lely
- Lely, Alex (* 1973), niederländischer Poolbillardspieler
- Lely, Cornelis (1854–1929), niederländischer Wasserbauingenieur, Gouverneur und Politiker
- Lély, Gilbert (1904–1985), französischer Dichter, Schriftsteller und Surrealist
- Lely, Peter (1618–1680), britischer Maler niederländischer Herkunft
- Lelyveld, Joseph (1937–2024), US-amerikanischer Schriftsteller und Journalist